# 坪倉善彦
坪倉 善彦（つぼくら よしひこ、1965年11月23日 - ）は、NHKの元シニアアナウンサー。

## 人物
筑波大学附属駒場高等学校を経て東京大学教養学部を卒業後、1989年入局。報道関係の番組を多く担当した。

## 過去の担当番組
- NHKニュースおはよう日本（リポーター）
- 100年インタビュー（不定期）
- BSディベートアワー
- 国会中継
- NHKジャーナル（1995年度 - 1997年度途中キャスター、2006年7月31日 - 8月4日には福井裕一郎の夏休みに伴う代理キャスターも担当）
- ラジオあさいちばん（2007年6月25日 - 2008年3月）

大阪放送局時代
- 関西ラジオワイド（ - 2007年6月1日）